# Gouvernement Louis-Napoléon Bonaparte (1)
Pour les articles homonymes, voir Gouvernement Louis-Napoléon Bonaparte.
 (juillet 2017).
Si vous disposez d'ouvrages ou d'articles de référence ou si vous connaissez des sites web de qualité traitant du thème abordé ici, merci de compléter l'article en donnant les références utiles à sa vérifiabilité et en les liant à la section « Notes et références ».
Deuxième République
Dernier ministère Gouvernement Louis-Napoléon Bonaparte II
Le premier gouvernement Louis-Napoléon Bonaparte dure du 3 décembre 1851 au 22 janvier 1852.

## Ministres nommés le 3 décembre 1851
- Ministre de la Justice : Eugène Rouher
- Ministre des Affaires étrangères : Louis-Félix-Étienne Turgot
- Ministre de l'Intérieur : Charles de Morny
- Ministre des Finances : Achille Fould
- Ministre de la Guerre : Armand Jacques Leroy de Saint-Arnaud
- Ministre de la Marine et des Colonies : Théodore Ducos
- Ministre de l'Instruction publique et des Cultes : Hippolyte Fortoul
- Ministre des Travaux publics : Pierre Magne
- Ministre de l'Agriculture et du Commerce : Lefebvre-Duruflé